# Alferrarede
Alferrarede fue una freguesia portuguesa del municipio de Abrantes, con 23,62 km² de área y 560 habitantes (2001). Densidad: 162,2 hab/km². Durante la reforma administrativa nacional de 2013, fue fusionada con las freguesias de São João y São Vicente para dar lugar a una nueva, Abrantes (São Vicente e São João) e Alferrarede.

## Localización
Localizada próxima del centro del municipio, la freguesia de Alferrarede tiene como vecinos a los municipios de Sardoal al nordeste, y las freguesias de las Mouriscas al este, de Pego al sureste, São João al sudoeste y de São Vicente al oeste. Está en la ribera del río Tejo (margen derecho) a lo largo del límite con o Pego.

## Historia
Fue suprimida el 28 de febrero de 2013 en aplicación de una resolución de la Asamblea de la República portuguesa promulgada el 16 de enero de 2013 al unirse con las freguesias de São João (Abrantes) y São Vicente (Abrantes), formando la nueva freguesia de Abrantes (São Vicente e São João) e Alferrarede.

## Patrimonio
- Fonte de São José
- Quinta do Bom Sucesso o Quinta da Família Almeida o Quinta da família Almeida Barberino (parte). La clasificación incluye el solar de siglo XVII, el parque de la Torre da Marquesa, también denominada Castelo de Alferrarede

## Localidades
Alferrarede está constituida por las siguientes localidades:
Alferrarede, Tapadão, Olho de Boi, Canaverde, Alferrarede Velha, Barca do Pego, Casal das Mansas, Marco e Casais de Revelhos
La localidad de Olho de Boi en Alferrarede comprende una vasta área poco poblada, no así en tanto que llega a sufrir una alteración paisajística debido a la implementación de una red de insdustrias y fábricas en la zona, siendo una de las más insutriales de Abrantes.